# XFL (2001)
Ne doit pas être confondu avec XFL (2020), nouvelle ligue créée dont la première se déroule en 2020.
Navigation
Édition suivante
La XFL (Xtreme Football League) est une ligue professionnelle de football américain qui n'a existé que le temps d'une seule saison, en 2001. 
Cette ligue de huit équipes a été fondée en 2000 par la ligue de catch WWE, à travers son président, Vince McMahon, et le réseau télévisé NBC, à travers son directeur des sports, Dick Ebersol.

## Histoire
La XFL a été conçue pour être une ligue complémentaire à la toute-puissante NFL pendant l'hors-saison en s'inspirant de ce qui faisait le succès de la World Wrestling Federation à cette époque. Le concept se présentait comme du « vrai football américain », dixit le slogan, et se vantait de contenir un minimum de règles par rapport à la NFL, notamment pas de pénalités pour des actes de jeu agressifs. Parmi les innovations, la ligue avait installé des caméras dans les vestiaires et sur les casques des joueurs, des micros sur les coachs et beaucoup d'attention était portée aux pom-pom girls, avec notamment quelques séquences controversées où elles étaient filmées sous la douche.
Avant le début de chaque rencontre, au lieu d’un tirage au sort pour déterminer l’engagement, il était procédé à un duel entre joueurs pour attraper la balle. Le premier à y parvenir après une course de 20 yards permettait à son équipe d’engager. D’autres changements de règles mineurs ont été institués, la plupart repris d’anciennes ligues alternatives,. Chacune des huit équipes appartenait à la ligue et n’étaient pas des franchises indépendantes comme les équipes de la NFL.
La création de la XFL a été annoncée le 3 février 2000et le premier match (New York/New Jersey Hitmen vs. Las Vegas Outlaws) a eu lieu un an plus tard jour pour jour. Les matchs furent diffusés le samedi soir en direct sur NBC et le dimanche sur UPN et TNN. Après des excellentes audiences le premier week-end (14 millions de téléspectateurs sur NBC, plus du double de ce que la chaîne attendait), celles-ci se sont effondrées dès le deuxième week-end en perdant plus de la moitié du public. Ces pertes ont continué à se creuser jusqu’à réaliser en fin de saison la pire audience de l’histoire de NBC pour un événement sportif le week-end (hors rediffusion),.
Les médias se sont très vite déchaînés contre la ligue dénonçant la piètre qualité des matchs, le manque d’expérience des joueurs, le côté racoleur (notamment les séquences de pom-pom girls) et la suspicion d’avoir affaire à des matchs truqués (jamais prouvée) dus à son affiliation avec une fédération de catch. En raison de très faibles audiences, NBC se retira de l’aventure après la fin de la première saison et Vince McMahon n’eut d’autre choix que de jeter l’éponge à son tour le 10 mai 2001,.

## Saison 2001

### Résultats

Division Est
Division Ouest

| Légende | Légende                   |
| ------- | ------------------------- |
|         | Match joué à domicile     |
|         | Match joué en déplacement |
|         | Victoire de l'équipe      |
|         | Défaite de l'équipe       |

| 1                             | 1                             | 2     | 2     | 3         | 3         | 4     | 4     | 5     | 5     | 6     | 6     | 7     | 7     | 8     | 8     | 9     | 9     | 10    | 10    |       |       |
| Eastern Division              |                               |       |       |           |           |       |       |       |       |       |       |       |       |       |       |       |       |       |       |       |       |
| Thunderbolts de Birmingham    | Thunderbolts de Birmingham    | MEM   | MEM   | NY        | NY        | CHI   | CHI   | ORL   | ORL   | SF    | SF    | LA    | LA    | LV    | LV    | CHI   | CHI   | ORL   | ORL   | NY    | NY    |
| Thunderbolts de Birmingham    | Thunderbolts de Birmingham    | 20–22 | 20–22 | 19–12     | 19–12     | 14–03 | 14–03 | 06–30 | 06–30 | 10–39 | 10–39 | 26–35 | 26–35 | 12–34 | 12–34 | 00–13 | 00–13 | 24–29 | 24–29 | 00–22 | 00–22 |
|                               |                               |       |       |           |           |       |       |       |       |       |       |       |       |       |       |       |       |       |       |       |       |
| Enforcers de Chicago          | Enforcers de Chicago          | ORL   | ORL   | LA        | LA        | BIR   | BIR   | NY    | NY    | LV    | LV    | MEM   | MEM   | SF    | SF    | BIR   | BIR   | NY    | NY    | ORL   | ORL   |
| Enforcers de Chicago          | Enforcers de Chicago          | 29–33 | 29–33 | 30(2OT)32 | 30(2OT)32 | 03–14 | 03–14 | 00–13 | 00–13 | 15–13 | 15–13 | 23–29 | 23–29 | 25–19 | 25–19 | 13–0  | 13–0  | 23–18 | 23–18 | 23–06 | 23–06 |
|                               |                               |       |       |           |           |       |       |       |       |       |       |       |       |       |       |       |       |       |       |       |       |
| Hitmen de New York/New Jersey | Hitmen de New York/New Jersey | LV    | LV    | BIR       | BIR       | ORL   | ORL   | CHI   | CHI   | LA    | LA    | SF    | SF    | MEM   | MEM   | ORL   | ORL   | CHI   | CHI   | BIR   | BIR   |
| Hitmen de New York/New Jersey | Hitmen de New York/New Jersey | 00–19 | 00–19 | 12–19     | 12–19     | 12–18 | 12–18 | 13–0  | 13–0  | 07–22 | 07–22 | 20–12 | 20–12 | 16–15 | 16–15 | 12–17 | 12–17 | 18–23 | 18–23 | 22–0  | 22–0  |
|                               |                               |       |       |           |           |       |       |       |       |       |       |       |       |       |       |       |       |       |       |       |       |
| Rage d'Orlando                | Rage d'Orlando                | CHI   | CHI   | SF        | SF        | NY    | NY    | BIR   | BIR   | MEM   | MEM   | LV    | LV    | LA    | LA    | NY    | NY    | BIR   | BIR   | CHI   | CHI   |
| Rage d'Orlando                | Rage d'Orlando                | 33–29 | 33–29 | 26–14     | 26–14     | 18–12 | 18–12 | 30–06 | 30–06 | 21–19 | 21–19 | 27–15 | 27–15 | 06–31 | 06–31 | 17–12 | 17–12 | 29–24 | 29–24 | 06–23 | 06–23 |
| Western Division              |                               |       |       |           |           |       |       |       |       |       |       |       |       |       |       |       |       |       |       |       |       |
| Outlaws de Las Vegas          | Outlaws de Las Vegas          | NY    | NY    | MEM       | MEM       | LA    | LA    | SF    | SF    | CHI   | CHI   | ORL   | ORL   | BIR   | BIR   | LA    | LA    | SF    | SF    | MEM   | MEM   |
| Outlaws de Las Vegas          | Outlaws de Las Vegas          | 19–0  | 19–0  | 25–03     | 25–03     | 09–12 | 09–12 | 16–09 | 16–09 | 13–15 | 13–15 | 15–27 | 15–27 | 34–12 | 34–12 | 26–35 | 26–35 | 09–14 | 09–14 | 03–16 | 03–16 |
|                               |                               |       |       |           |           |       |       |       |       |       |       |       |       |       |       |       |       |       |       |       |       |
| Xtreme de Los Angeles         | Xtreme de Los Angeles         | SF    | SF    | CHI       | CHI       | LV    | LV    | MEM   | MEM   | NY    | NY    | BIR   | BIR   | ORL   | ORL   | LV    | LV    | MEM   | MEM   | SF    | SF    |
| Xtreme de Los Angeles         | Xtreme de Los Angeles         | 13–15 | 13–15 | 32(2OT)30 | 32(2OT)30 | 12–09 | 12–09 | 12–18 | 12–18 | 22–07 | 22–07 | 35–26 | 35–26 | 31–06 | 31–06 | 35–26 | 35–26 | 12–27 | 12–27 | 24–0  | 24–0  |
|                               |                               |       |       |           |           |       |       |       |       |       |       |       |       |       |       |       |       |       |       |       |       |
| Maniax de Memphis             | Maniax de Memphis             | BIR   | BIR   | LV        | LV        | SF    | SF    | LA    | LA    | ORL   | ORL   | CHI   | CHI   | NY    | NY    | SF    | SF    | LA    | LA    | LV    | LV    |
| Maniax de Memphis             | Maniax de Memphis             | 22–20 | 22–20 | 03–25     | 03–25     | 06–13 | 06–13 | 18–12 | 18–12 | 19–21 | 19–21 | 29–23 | 29–23 | 15–16 | 15–16 | 12–21 | 12–21 | 27–12 | 27–12 | 16–03 | 16–03 |
|                               |                               |       |       |           |           |       |       |       |       |       |       |       |       |       |       |       |       |       |       |       |       |
| Demons de San Francisco       | Demons de San Francisco       | LA    | LA    | ORL       | ORL       | MEM   | MEM   | LV    | LV    | BIR   | BIR   | NY    | NY    | CHI   | CHI   | MEM   | MEM   | LV    | LV    | LA    | LA    |
| Demons de San Francisco       | Demons de San Francisco       | 15–13 | 15–13 | 14–26     | 14–26     | 13–06 | 13–06 | 09–16 | 09–16 | 39–10 | 39–10 | 12–20 | 12–20 | 19–25 | 19–25 | 21–12 | 21–12 | 14–09 | 14–09 | 00–24 | 00–24 |

### Classement
| Division Est                  | V. | D. | V/D  | Div. |
| ----------------------------- | -- | -- | ---- | ---- |
| Rage d'Orlando                | 8  | 2  | .800 | 5-1  |
| Enforcers de Chicago          | 5  | 5  | .500 | 3-3  |
| Hitmen de New York/New Jersey | 4  | 6  | .400 | 2-4  |
| Thunderbolts de Birmingham    | 2  | 8  | .200 | 2-4  |

| Division Ouest          | V. | D. | V/D  | Div. |
| ----------------------- | -- | -- | ---- | ---- |
| Xtreme de Los Angeles   | 7  | 3  | .700 | 3-3  |
| Demons de San Francisco | 5  | 5  | .500 | 4-2  |
| Maniax de Memphis       | 5  | 5  | .500 | 3-3  |
| Outlaws de Las Vegas    | 4  | 6  | .400 | 2-4  |

### Phase finale
|  | Demi-finales                                              | Demi-finales                        |               |    | Million Dollar Game                                       | Million Dollar Game                                       |
|  | Demi-finales                                              | Demi-finales                        |               |    | Million Dollar Game                                       | Million Dollar Game                                       |
|  |                                                           |                                     |               |    |                                                           |                                                           |
|  | 14 avril 2001, Citrus Bowl, Orlando                       | 14 avril 2001, Citrus Bowl, Orlando |               |    | 21 avril 2001, Los Angeles Memorial Coliseum, Los Angeles | 21 avril 2001, Los Angeles Memorial Coliseum, Los Angeles |
|  | 14 avril 2001, Citrus Bowl, Orlando                       | 14 avril 2001, Citrus Bowl, Orlando |               |    | 21 avril 2001, Los Angeles Memorial Coliseum, Los Angeles | 21 avril 2001, Los Angeles Memorial Coliseum, Los Angeles |
|  | (E1) Orlando                                              | 25                                  |               |    | 21 avril 2001, Los Angeles Memorial Coliseum, Los Angeles | 21 avril 2001, Los Angeles Memorial Coliseum, Los Angeles |
|  | (E1) Orlando                                              | 25                                  |               |    | 21 avril 2001, Los Angeles Memorial Coliseum, Los Angeles | 21 avril 2001, Los Angeles Memorial Coliseum, Los Angeles |
|  | (O2) San Francisco                                        | 26                                  |               |    | 21 avril 2001, Los Angeles Memorial Coliseum, Los Angeles | 21 avril 2001, Los Angeles Memorial Coliseum, Los Angeles |
|  | (O2) San Francisco                                        | 26                                  | San Francisco | 6  |                                                           |                                                           |
|  | 15 avril 2001, Los Angeles Memorial Coliseum, Los Angeles |                                     | San Francisco | 6  |                                                           |                                                           |
|  |                                                           | Los Angeles                         | 38            |    |                                                           |                                                           |
|  | (O1) Los Angeles                                          | Los Angeles                         | 38            | 33 |                                                           |                                                           |
|  | (O1) Los Angeles                                          |                                     |               | 33 |                                                           |                                                           |
|  | (E2) Chicago                                              | 16                                  |               |    |                                                           |                                                           |
|  | (E2) Chicago                                              | 16                                  |               |    |                                                           |                                                           |

## Relance
Le 25 janvier 2018, Vince McMahon annonce le retour de la XFL pour 2020 avec huit villes participantes. Le championnat a débuté le week-end des 8 et 9 février 2020.